# حماية الطفل من المخاطر

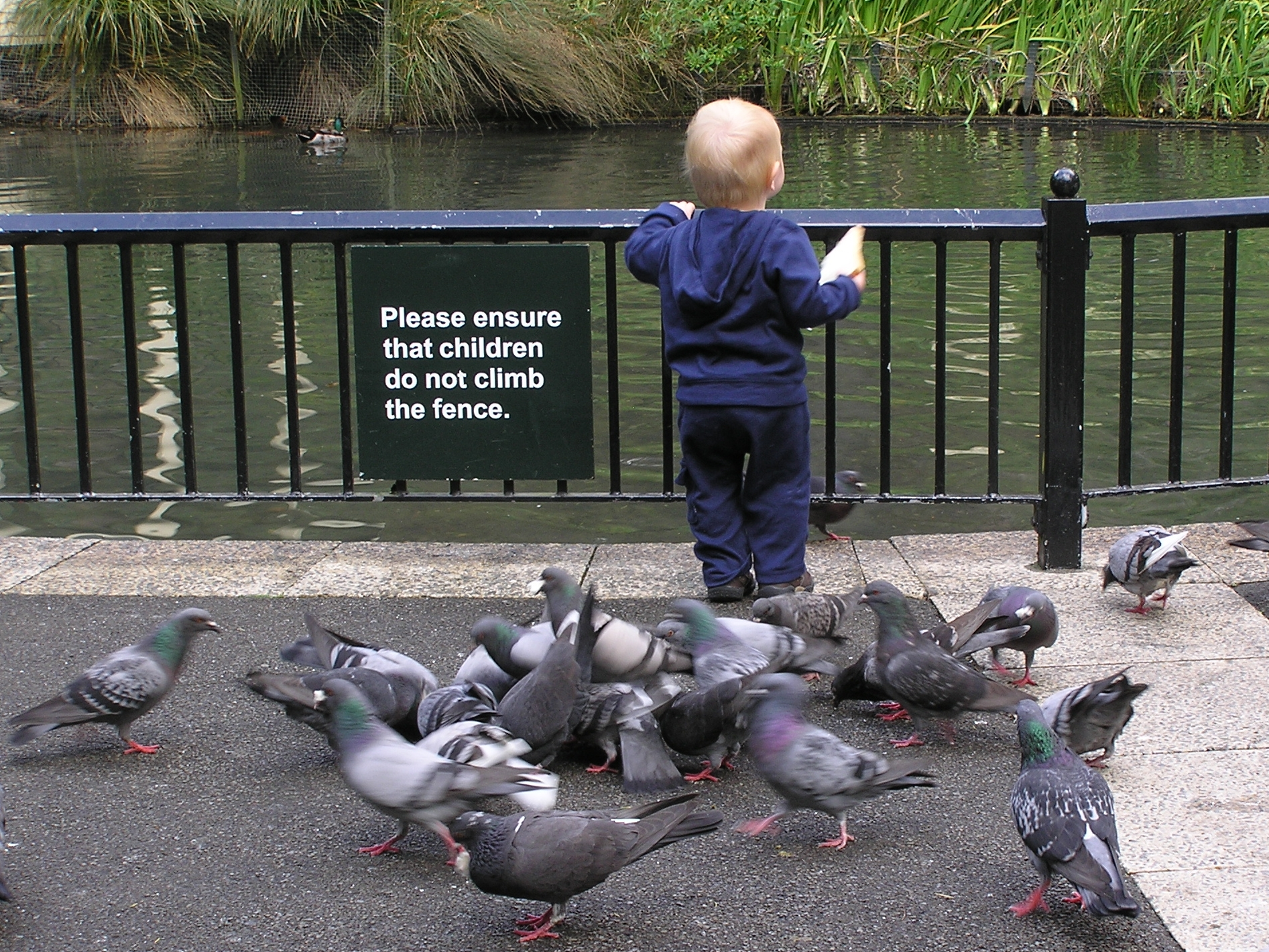
سياج لحماية الأطفال من الوقوع في بركة الماء

يشير مصطلح حماية الطفل (وتعرف أيضًا باسم حماية الرضع) إلى الإجراءات التي يتم اتخاذها حتى تكون البيئة أو هذا الشيء آمنًا للأطفال. وتقلل إجراءات حماية الطفل من مستويات المخاطر التي يقبلها المجتمع أو المؤسسة أو الوالدين على سبيل المثال، وقد تتضمن حماية الطفل فرض بعض القيود على الأطفال في المناطق الآمنة أو منع الأطفال من الوصول للمناطق غير الآمنة. ويمكن للوالدين تحقيق ذلك أو يمكنهما الاستعانة بمساعدة مهنية، بالإضافة إلى أن بعض الفنادق توفر غرفًا بها أنظمة «حماية الطفل».

## السلامة الكهربية
من مصادر القلق الشائعة حول سلامة الطفل إمكانية تعرضه لصدمة كهربية أو إصابات خطيرة عند إدخاله أشياء مثل مفتاح أو مشبك ورق معدني في مقبس كهربي، توجد الكثير من أجهزة حماية الطفل التي تمنع وصول الطفل للمقابس الكهربية، وهذه الأجهزة بسيطة مثل وحدات بلاستيكية يتم إدخالها في كل مقبس كهربي؛ لكن هذا النوع من السدادات يمكن لطفل صغير نزعه كما يمكن للآباء نسيان وضعها بعد استخدام المقبس. وهناك أجهزة أخرى مثل الأغطية المنزلقة لمقابس الكهرباء التي يمكن أن تحل محل لوحة المقبس وتتيح في نفس الوقت للوالدين استخدام المقبس بسهولة تامة.
نشرت حكومة الولايات المتحدة كتيبًا مجانيًا واحدًا على الأقل عن الأطفال يتناول السلامة الكهربية.

## الوصول الفعلي

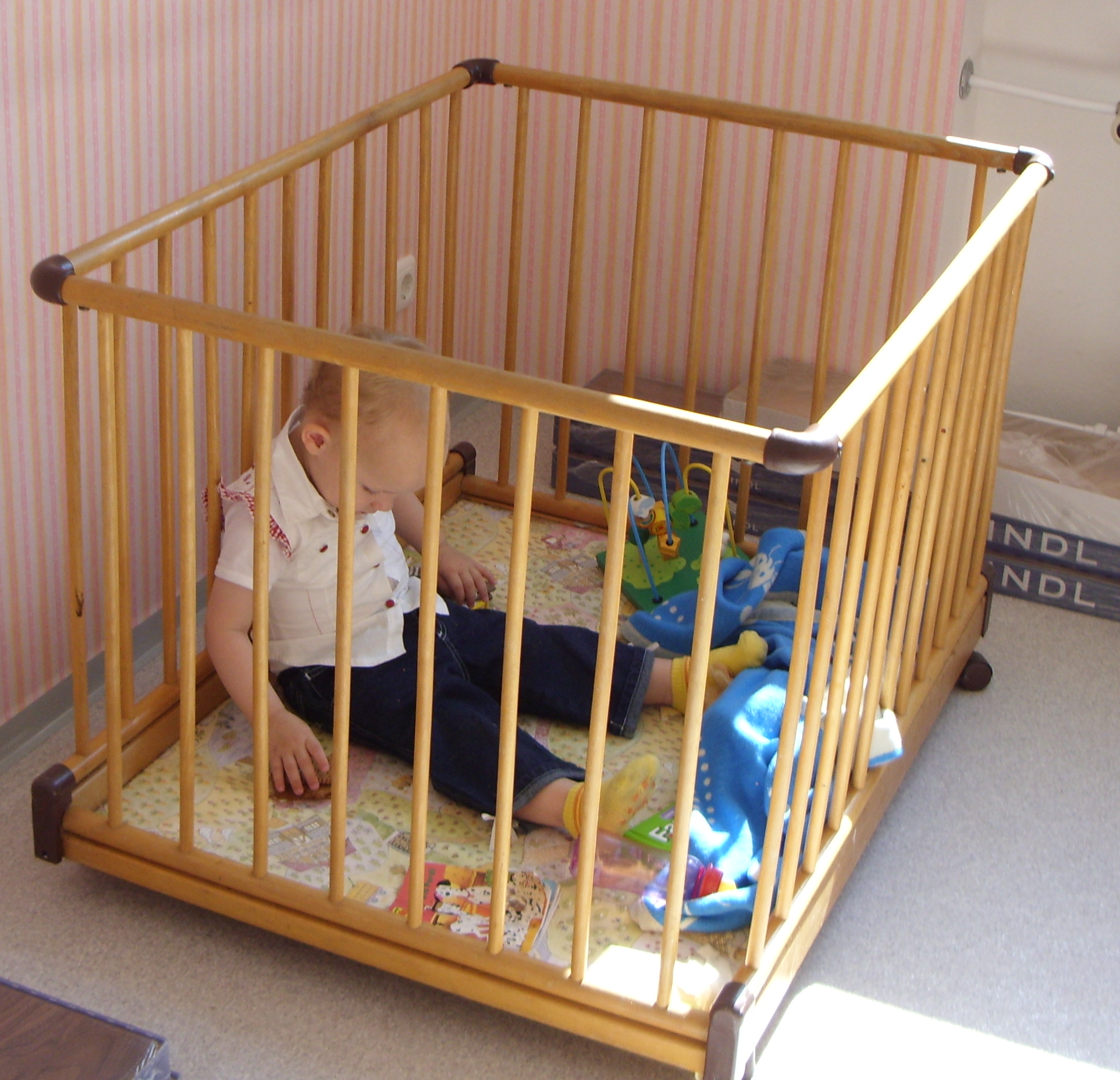
قفص لعب الأطفال الشائع.

من الوسائل المعروفة لحماية الطفل هي نقل العناصر التي تشكل أخطارًا ممكنة لمستويات عليا لا يصل إليها الطفل الصغير، وقد يتضمن ذلك الأشياء الصغيرة التي يمكن أن تمثل خطر الاختناق أو المواد الحادة التي يمكن أن تسبب جرحًا أو قطعًا للطفل مثل الأشياء القابلة للكسر كالزجاج والمزهريات وما إلى ذلك.
ويعتبر قفص لعب الأطفال من الأجهزة شائعة الاستخدام كأحد أشكال حماية الطفل عن طريق تقييد حركة الطفل بينما يرتاح أو يلعب أو يتناول طعامه من زجاجة الحليب مما يتطلب مستوى منخفضًا إلى حد ما من الإشراف أثناء الاستخدام. وتتميز العديد من أقفاص اللعب بأنها محمولة، مما يجعلها بديلاً عندما يزور الطفل بيتًا ليس به أي نظام «لحماية الطفل».
ل
تستخدم بوابات الأمان («بوابات الرُضع») لمنع الطفل من الوصول لأي مكان بالبيت خاصة السلالم أو من أجل ترك أحد الأبواب الخارجية مفتوحًا للتهوية مع تقييد حركة الطفل، كما تتوفر أيضًا بوابات الضغط وأجهزة البوابات المركبة. وللعلم، فإنه يمكن للأطفال فك بوابات الضغط لذا يجب ألا يتم استخدامها أعلى السلالم.
يعد سياج حمام السباحة أحد أنواع الأسيجة التي توضع عادة حول حمام السباحة من الخلف لتحسين أمان حمام السباحة والمساعدة في منع الأطفال الصغار من التعرض لحوادث الوقوع في الحمام والغرق فيه.

## الوصول للمواد الكيميائية
من الشائع تخزين عدد من المواد التي يمكن ان تنطوي على مخاطر كيميائية تحت حوض المطبخ مثل منظفات الصرف والأمونيا، والمنتجات التي تحتوي على الكلور وغيرها من مختلف المواد الكيميائية وهي من أكثر الأسباب في وقوع حوادث التسمم للطفل. وهناك عدد من المزالج الخاصة التي تستخدم في غلق الخزائن السفلية وتتطلب خطوتين لفتحها مما يقلل فرصة وصول الطفل الصغير لها.

## الوصول للأدوية
من الشائع حاليًا استخدام التغليف المقاوم لعبث الأطفال بالنسبة للأدوية. وهناك طرق متباينة لوضع الأدوية في مكان آمن بما في ذلك الغطاء الذي يجب تدويره أو دفعه لأسفل عند الفتح. قد تتطلب لائحة الأدوية المخدرة والمضادات والمبيدات الحشرية أو المواد الكيميائية المنزلية استخدام مثل تلك الأغطية حيث تنطوي على خطر كبير بالموت عند تناولها. ويمكن للمرضى طلب الأدوية التي تكون في زجاجات غير محمية من الصيدلية (مثل المرضى من كبار السن المصابين بالتهاب المفاصل).

## السلامة من الحرائق

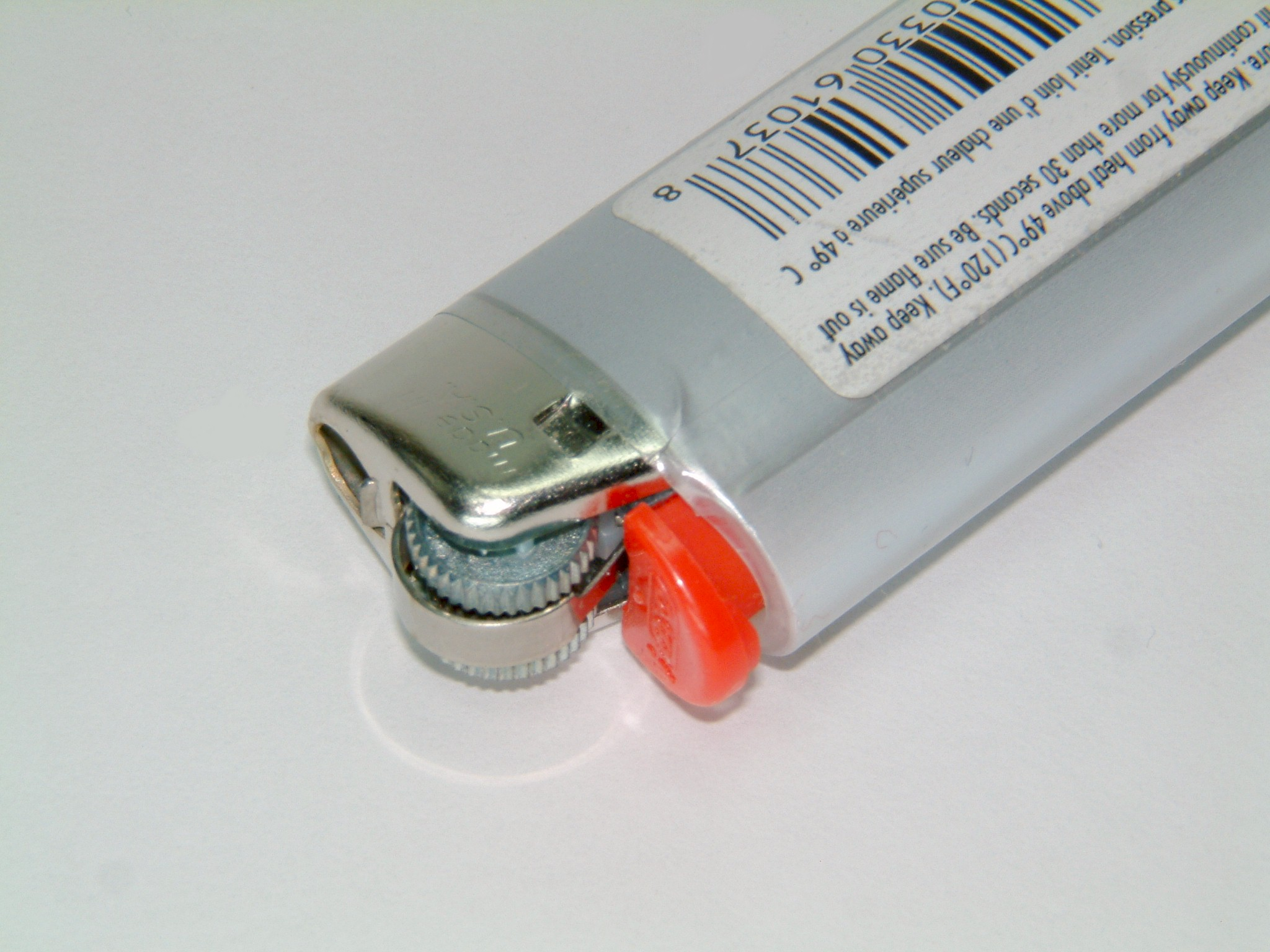
ولاعة خفيفة يمكن التخلص منها ومدمج بها قفل أمان للأطفال. وتتطلب قوة أكبر لإدارة العجلة الكاشطة بسبب وجود غطاء زنبركي.

يجب أن تتضمن الولايات المخصصة للاستعمال مرة واحدة المتاحة في أستراليا وكندا ونيوزيلندا والولايات المتحدة (منذ 1994) خصائص المقاومة ضد عبث الأطفال. وقد أضاف الاتحاد الأوروبي نفس المعيار في عام 2010. وأدت هذه التعديلات زهيدة الثمن إلى خفض معدل الحرائق والضحايا. ونقلت الصحف قول أحد رجال الإطفاء قوله «الأطفال يحبون اللعب بالولاعات، ويريدون تجربتها» وقال مسئول آخر بالإطفاء «لا يستطيع عقل الطفل فهم مدى خطورة النيران ومدى سرعة انتشارها».

## النواحي القانونية
بسبب عدد من الدعاوي القانونية المعروفة، تنتج الكثير من الشركات المُصنعة الآن بضائع مدمج بها إجراءات سلامة مثل الأقفال المقاومة لعبث الأطفال، كما حاولت لجنة سلامة المنتجات الاستهلاكية زيادة المعرفة لدى المستهلك بالمخاطر الممكنة وجعلت من السهل عليه الإبلاغ عن المنتجات التي من الممكن أن تمثل خطورة.
ب

## وصلات خارجية
- American Association of Poison Control Centers
- International Association for Child Safety